# تعارض المصالح
يتعلق تعارض المصالح عادة بالمواقف التي قد تؤثر فيها المصلحة الشخصية للفرد أو المؤسسة بشكل سلبي على الواجب باتخاذ قرارات معينة تجاه طرف ثالث.
يمكن أن تُعرّف «المصلحة» بأنها الالتزام أو الواجب أو الهدف الذي يرتبط مع دور ما أو مع ممارسة اجتماعية معينة. يحدث تضارب المصالح (بحكم التعريف) في حال كان أحد الأفراد، ضمن سياق معين لاتخاذ قرار ما، عرضة لمصلحتين اثنتين متعارضتين مع بعضهما. يعود السبب في امتلاك هذه المسألة أهميةً كبيرة في العديد من المسائل إلى إمكانية تعطل عملية صنع القرار في هذه الظروف، أو لإمكانية تعرضها لخطر اتخاذ القرارات بطريقة تؤثر على سلامة النتائج وموثوقيتها.
عادةً ما ينشأ تعارض المصالح عندما يجد الفرد نفسه شاغلًا لدورين اجتماعيين في وقت واحد، وهو ما يخلق عنده مصالح أو ولاءات متعارضة. من الممكن أن تكون المصالح المعنية مالية أو غير مالية. يُعتبر وجود مثل هذه النزاعات حقيقة موضوعية، لا حالة ذهنية، ولا يشير بحد ذاته إلى أي هفوة أو خطأ أخلاقي. من المهم تحديد المصالح المتنافسة بوضوح وتحديد عملية فصلها بدقة، خصوصًا في حالة اتخاذ القرارات ذات الطابع الإنمائي. يشمل ذلك عادة اضطرار الفرد صاحب المصالح المتعارضة إلى اتخاذ أحد القرارين التاليين، إما التخلي عن أحد المصالح المتعارضة، أو إعلان عدم صلاحيته للخوض في عملية صنع القرار المطروحة.
يُعتبر وجود التعارض في المصالح أمرًا مستقلًا عن حدوث اللاتلاؤمية. لذلك، من الممكن اكتشاف تعارض المصالح وتعطيله بشكل طوعي قبل وقوع أي حالة من حالات الفساد. يتحقق تضارب المصالح في حال وجود قناعة منطقية (على أساس الخبرة السابقة والأدلة الموضوعية) بخلق الظروف لخطر تأثير القرار المتخذ -بشكل غير محبذ- على مصالح أخرى ثانوية، لا على احتمالية تأثر الفرد بالفعل بالمصلحة الثانوية.
من الممكن القول إن التعريف الأكثر شيوعًا لتعارض المصالح هو «مجموعة من الظروف التي تخلق مخاطرة تأثّر الحكم أو الإجراءات المهنية، المتعلقة بالمصلحة الأساسية، بالمصلحة الثانوية دون مبرر». تشير المصلحة الأساسية إلى الأهداف الرئيسية التي تقوم عليها المهنة أو النشاط، كحماية العملاء، وصحة المرضى، وسلامة البحوث، وواجبات موظفي القطاع العام، بينما تشمل المصالح الثانوية المنافع الشخصية التي لا تقتصر على المصالح المالية فحسب، بل تشمل أيضًا الرغبة في التقدم المهني، أو الرغبة في تقديم الخدمات للعائلة والأصدقاء. لا يتم التعامل مع هذه المصالح الثانوية على أنها خاطئة بحد ذاتها، لكنها تصبح مرفوضة عندما يجري تقديمها على المصالح الأساسية. تركز قواعد تضارب المصالح في الأوساط العامة بشكل أساسي على العلاقات المالية لأنها الأكثر موضوعية والأكثر قابلية للاستقبال وللقياس، وتشمل عادة المجالات السياسية والقانونية والطبية.

## علاقة تعارض المصالح مع ممارسة القانون
يشير الإبطال القضائي إلى فعل الامتناع عن المشاركة في إجراء رسمي معين كالدعاوي القضائية أو الإجراءات القانونية بسبب حدوث تضارب المصالح عند مسؤول المحكمة أو المسؤول الإداري. قد توفر القوانين المعمول بها أو المبادئ الأخلاقية معايير للإبطال القضائي في إجراء معين أو في مسألة معينة، بشرط أن يكون القاضي أو الموظف الذي يرأس الجلسة بعيدًا عن تضارب المصالح المعيق للعمل، وهو الأمر الذي يقلل من احتمالية وضع عدالة الإجراءات موضع شك.
في ممارسة القانون، يحظر واجب الإخلاص المستحق للعميل الوكيلَ (أو مكتب المحاماة) من تمثيل أي طرف آخر له مصالح معاكسة لمصالح العميل الحالي، وتتطلب الاستثناءات القليلة لهذه القاعدة موافقةً خطية مستنيرة من جميع العملاء المتأثرين أي «جدارًا أخلاقيًا». لا يمكن في بعض الحالات أن يتخلى العميل بأي شكل من الأشكال عن تضارب المصالح. يعتبر مثال الطلاق وحضانة الأطفال المثال الأكثر شيوعًا لهذه الحالة، بسبب مواجهة عامة الناس له، إذ يجب ألّا تمثل الشركةُ نفسُها كلا الطرفين في هاتين القضيتين. من الممكن لتعارض المصالح الذي يظهر في هذه الحالات أن يؤدي إلى رفض الأتعاب القضائية أو عدم الموافقة عليها، وفي بعض الحالات (كالفشل في تحصيل الإفصاح الإلزامي) رفض الإجراءات الجنائية.